# Bété (Sprache)
Die Bété-Sprache wird gesprochen in der Zentral-Westelfenbeinküste. Sie wird von den etwa 900.000 Angehörigen des Bété-Volkes gesprochen und ist eine Kru-Sprache. Die Sprache hat eine eigene Schrift, die Bété-Schrift.

## Mundarten
Es gibt viele Dialekte, welche wie folgt untergliedert werden und als Sprachen zu einem Dialektkontinuum zählen:
Westliche Dialekte
- Gagnoabété
- Kouya

Östliche Dialekte
- Guiberouabété
- Daloabété
- Godié